# Eglosheim

Eglosheim im Nordwesten des Stadtgebiets

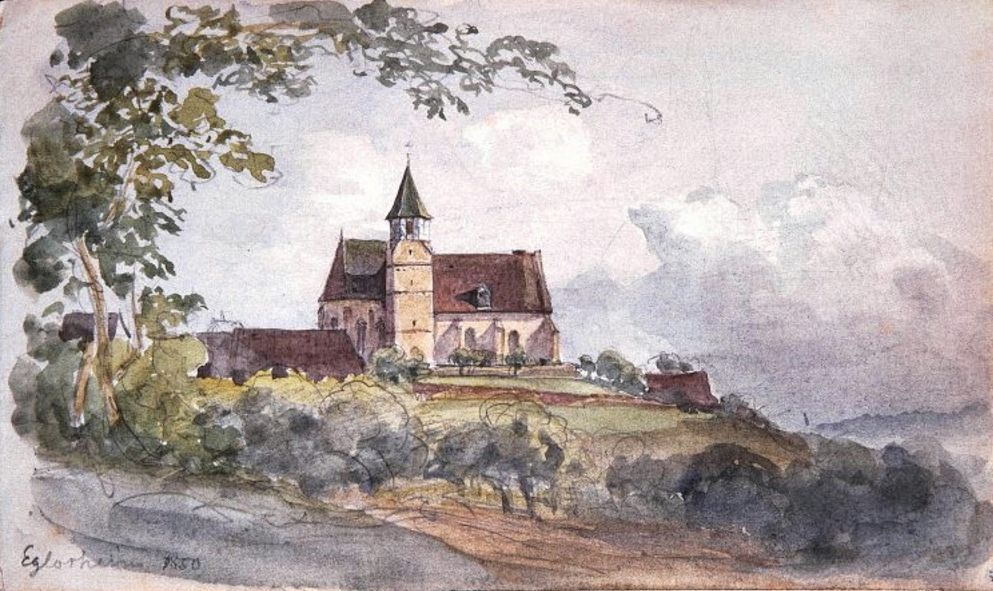
Eglosheim um 1850. Aquarell von General Eduard von Kallee

Eglosheim ist ein 1901 eingemeindeter Stadtteil der Kreisstadt Ludwigsburg.

## Geographische Lage
Eglosheim liegt nordwestlich der Kernstadt Ludwigsburg zwischen dem Favoritepark und dem Hohenasperg und grenzt nördlich an Tamm und Freiberg am Neckar, östlich an Hoheneck und Ludwigsburg-Nord, südlich an Ludwigsburg-West und im Westen an Asperg.

## Geschichte

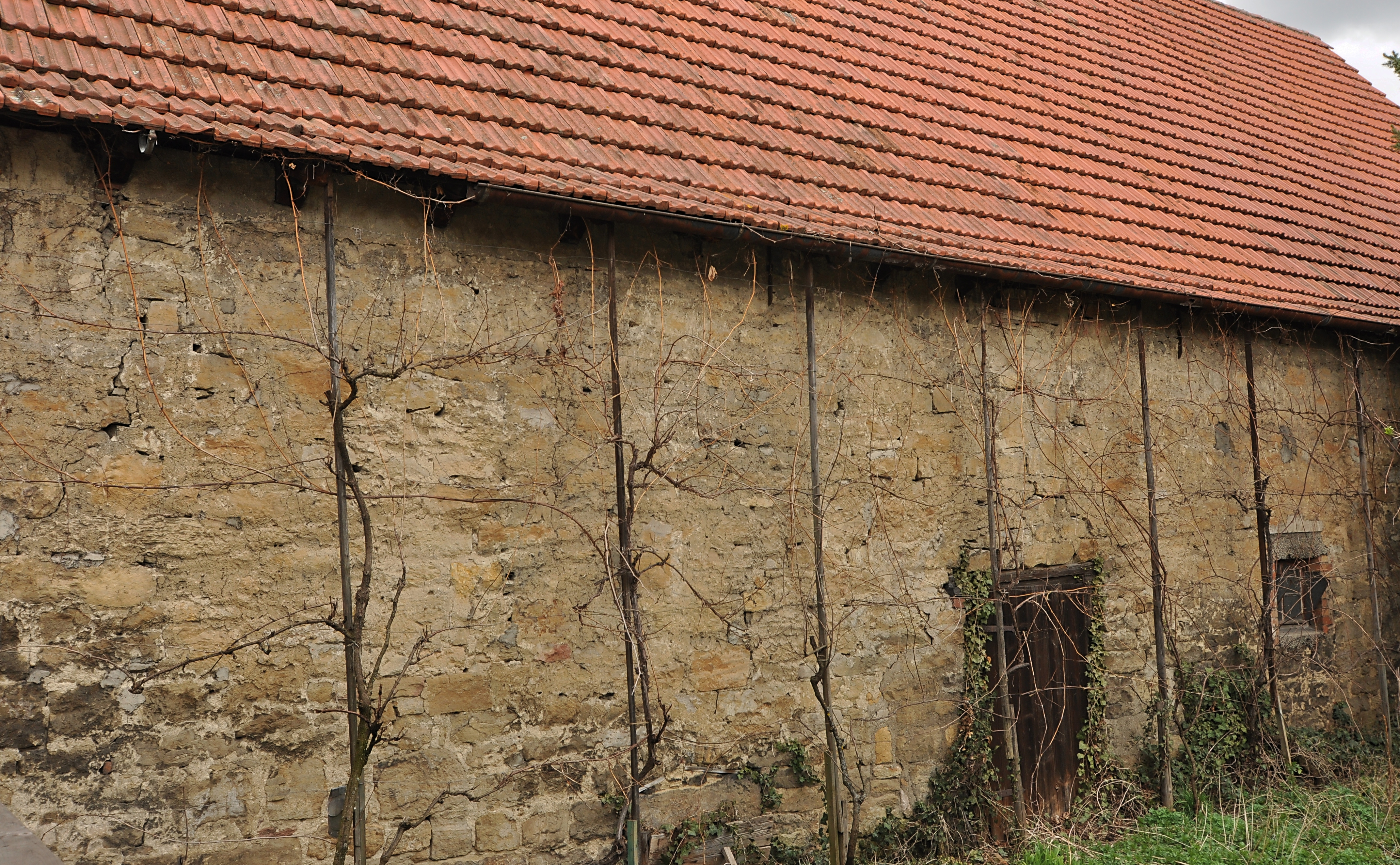
Der ehemalige südliche Dorfrand ist von einer geschlossenen Reihe jahrhundertealter Scheunen begrenzt.

Der Name Eglosheim stammt vermutlich von einer Siedlung des Egolf oder Egilolf ab. 844 werden in einer Schenkungsurkunde des Klosters Lorsch auch Güter aus Hegoluesheim im Murrgau erwähnt. Die nächste Erwähnung erfolgt im 12. Jahrhundert. In dieser Besitzurkunde des Klosters Hirsau wirken neben anderen Adeligen auch ein Egilolf de Eglessheim und dessen Bruder als Zeugen mit. Den einstigen befestigten Sitz der Herren von Eglosheim vermutet man südlich der Kirche. Man nimmt an, dass Eglosheim zur Grafschaft Ingersheim gehörte und ab Mitte des 12. Jahrhunderts zur Pfalzgrafschaft Tübingen. Ab 1308 veräußerten die Pfalzgrafen einen Teil ihres Besitzes an den Grafen Eberhard von Württemberg. 1536 kam der gesamte Ort zum Herzogtum Württemberg und gehörte zum Amt Grüningen. Von ihrer Einrichtung bis zur Reformation gehörte die Eglosheimer Pfarrei zum Landkapitel Grüningen im Archidiakonat Trinitatis des Bistums Speyer.
Während des Dreißigjährigen Krieges wurde 1635 das Dorf bei der Belagerung der Festung Hohenasperg von kaiserlichen Truppen zum größten Teil niedergebrannt. Nach Ende des Krieges standen vermutlich nur noch Kirche, Kelter, Forsthaus und drei Häuser von einst 145 Gebäuden. 1707 brannten die Franzosen etwa 30 Gebäude nieder. Mit dem Bau des Schlosses Ludwigsburg entstanden neue Straßen und am Eglosheimer See entstand das Seeschloss Monrepos.
Ab 1800 wurden entlang der heutigen Monreposstraße neue Häuser gebaut. Auf dem Hirschberg entstand ein Exerzierplatz für die Garnison Ludwigsburg. Ende des 19. Jahrhunderts stieg die Einwohnerzahl stark an, dennoch blieb der Ort ländlich geprägt. Bereits 1901 wurde Eglosheim nach Ludwigsburg eingemeindet. Nach den beiden Weltkriegen entstanden die Wohngebiete Hirschbergsiedlung und Straßenäcker. Durch die starke Bebauung entwickelte sich Eglosheim zum größten Außenstadtteil Ludwigsburgs.

## Verkehr
Durch Eglosheim führt die Bundesstraße 27.
Auf Eglosheimer Gemarkung befindet sich der Haltepunkt der S-Bahn Favoritepark.
Westlich des Stadtteils verläuft die Bundesautobahn 81. Die Anschlussstelle Ludwigsburg-Nord befindet sich nordwestlich des Stadtteils.

## Sehenswürdigkeiten
Zu den historischen Gebäuden in Eglosheim zählen die evangelische Pfarrkirche St. Katharina aus dem 15. Jahrhundert und das Rathaus von 1709, das 1901 seine Funktion verlor.

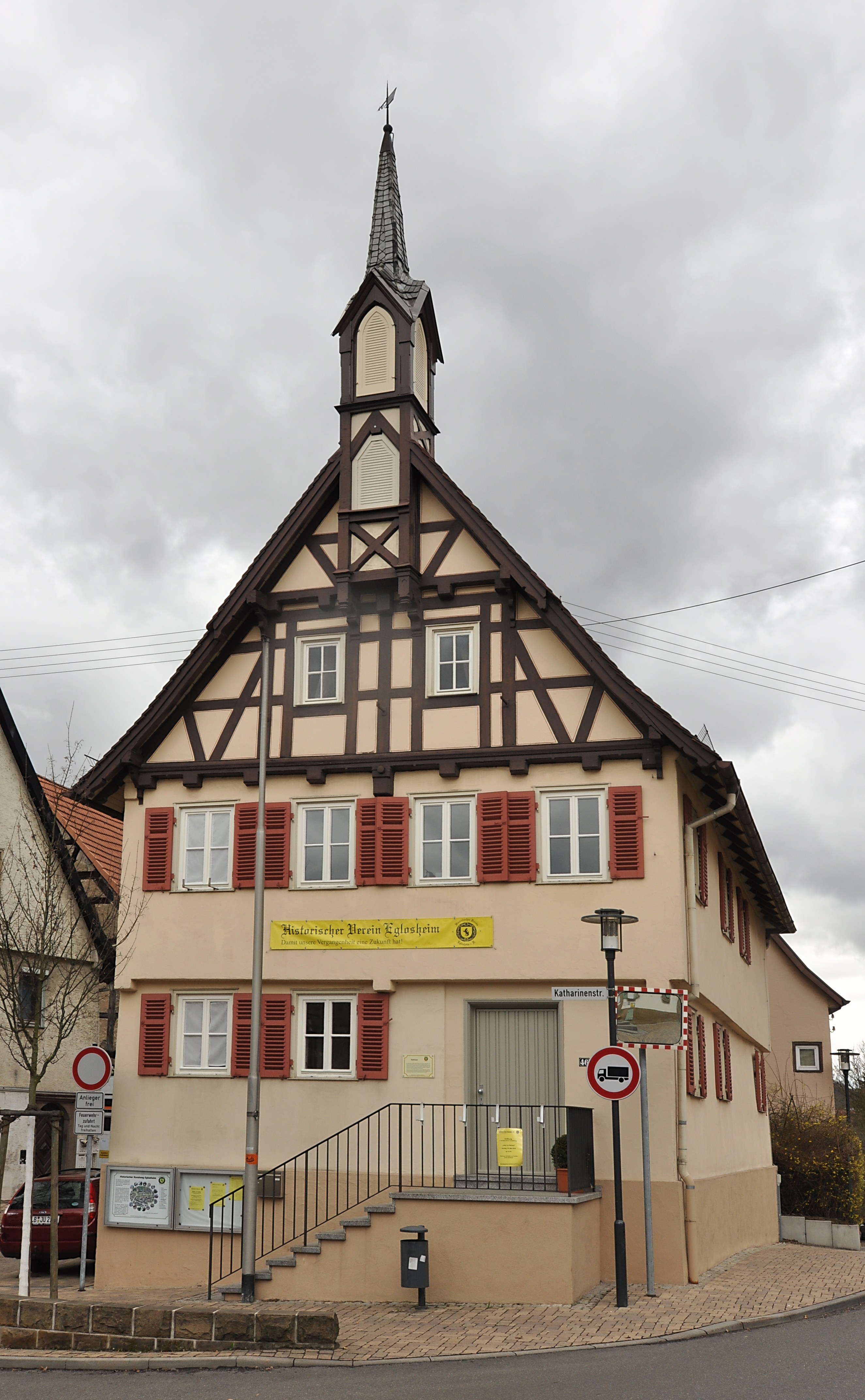
Altes Rathaus
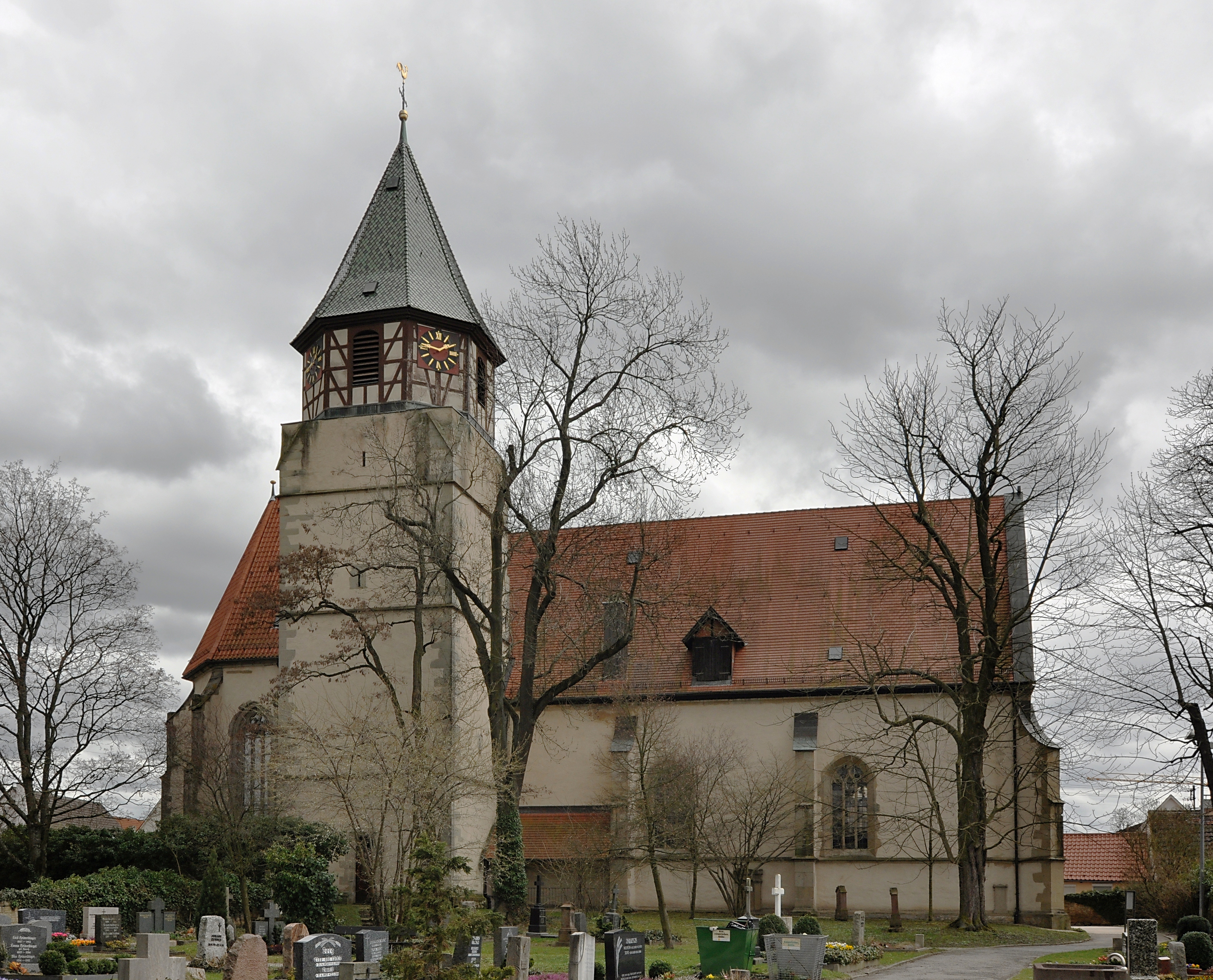
Katharinenkirche

## Söhne und Töchter des Ortes
- Georg David Hardegg (1812–1879), Kaufmann, einer der Begründer der Deutschen Tempelgesellschaft
- Ernst August Wagner (1874–1938), Lehrer, Dichter und Massenmörder
- Paul Haegele (1894–1977), Komponist und Kommunalpolitiker
- Edmund Brenner (1933–1998), Leichtathlet